# متیل فرمات
متیل فرمات (به انگلیسی: Methyl formate) یک ترکیب شیمیایی با شناسه پاب‌کم ۷۸۶۵ است. این ترکیب حاصل پیوند متیل با آنیون فرمات است.